# Relações entre Espanha e México
As relações entre Espanha e México são as relações diplomáticas bilaterais estabelecidas entre os Estados Unidos Mexicanos e o Reino de Espanha. Assim como os demais países da América Latina, o México estabeleceu sua independência da Espanha no século XIX, mantendo relações cooperativas, fortes e positivas entre si, no entanto. Ambas as nações integram o G20, a Organização para a Cooperação e o Desenvolvimento, a Organização dos Estados Ibero-americanos e a Organização das Nações Unidas, dentre outros organismos internacionais.  

## Comparações entre os países
|                        | Reino de Espanha                                                           | Estados Unidos Mexicanos                                                                            |
| ---------------------- | -------------------------------------------------------------------------- | --------------------------------------------------------------------------------------------------- |
| Data de formação       | 20 de janeiro de 1469 (Unificação dinástica)                               | 16 de setembro de 1810 (Independência)                                                              |
| População              | 46 439 864 habitantes (29º)                                                | 121 005 815 habitantes (11º)                                                                        |
| Área                   | 505 990 km²                                                                | 1 964 375 km²                                                                                       |
| Densidade populacional | 92 hab/km²                                                                 | 57 hab/km²                                                                                          |
| Capital                | Madrid                                                                     | Cidade do México                                                                                    |
| Maiores cidades        | Madrid (4 213 669 hab.) Barcelona (1 621 537 hab.) Valência (814 208 hab.) | Cidade do México (8 851 080 hab.) Ecatepec de Morelos (1 655 015 hab.) Guadalajara (1 495 182 hab.) |
| Tipo de Estado         | Monarquia constitucional parlamentarista unitária                          | República constitucional federal presidencialista                                                   |
| Chefe de Estado atual  | Rei Filipe VI                                                              | Presidente Andrés Manuel López Obrador                                                              |
| Chefe de governo atual | Presidente Pedro Sánchez                                                   | Presidente Andrés Manuel López Obrador                                                              |
| Legislatura            | Cortes Gerais (Senado; Congresso)                                          | Congresso da União (Senado da República; Câmara de Deputados)                                       |
| Idioma oficial         | Espanhol (Oficial)                                                         | Espanhol (Oficial)                                                                                  |
| PIB (nominal)          | 1,1 trilhão (14º)                                                          | 1,1 trilhão (15º)                                                                                   |
| Moeda                  | Euro                                                                       | Peso mexicano                                                                                       |

## História

### Conquista
A partir de 1518, o explorador espanhol Hernán Cortés liderou uma expedição ao que hoje é o território mexicano, fundando cidades como Veracruz ao longo de seu trajeto. Tenochtitlán, então capital do Império Asteca, foi conquistada pelos espanhóis e tlaxcaltecas em 1521. A cidade foi reconstruída sucessivamente para apresentar Cidade do México como capital do novo Vice-Reino da Nova Espanha. O vice-reino possuía uma hierarquia social baseada em raça, com os crioulos no topo e com maiores direitos civis, até que as "Leis das Índias" foram estabelecidas em todo o território americano do Império Espanhol. Da mesma forma, foram reconhecidos os direitos da nobreza asteca, que viveu e co-governou com os espanhóis durante o vice-reino.

### Independência do México
O fim do século XVIII e início do século XIX testemunhou a ascensão do sentimento de resolução política e social entre os colonos mexicanos em meio ao grande movimento de independência vivenciado por todas as colônias europeias na América. Após a ocupação do México pelas tropas francesas de Napoleão Bonaparte em 1808, o discurso separatista mexicano ganhou força diante da imagem propagada de um Reino de Espanha enfraquecido. Em 1810, o padre Miguel Hidalgo preferiu o notório "Grito de Dolores" e sua subsequente execução por tropas espanholas deflagraram o movimento de independência mexicana. Após mais de uma década de intenso conflito armado, a Espanha reconheceu a independência do México através do Tratado de Córdoba de 1821, dando início ao Primeiro Império Mexicano. 

### Pós-independência

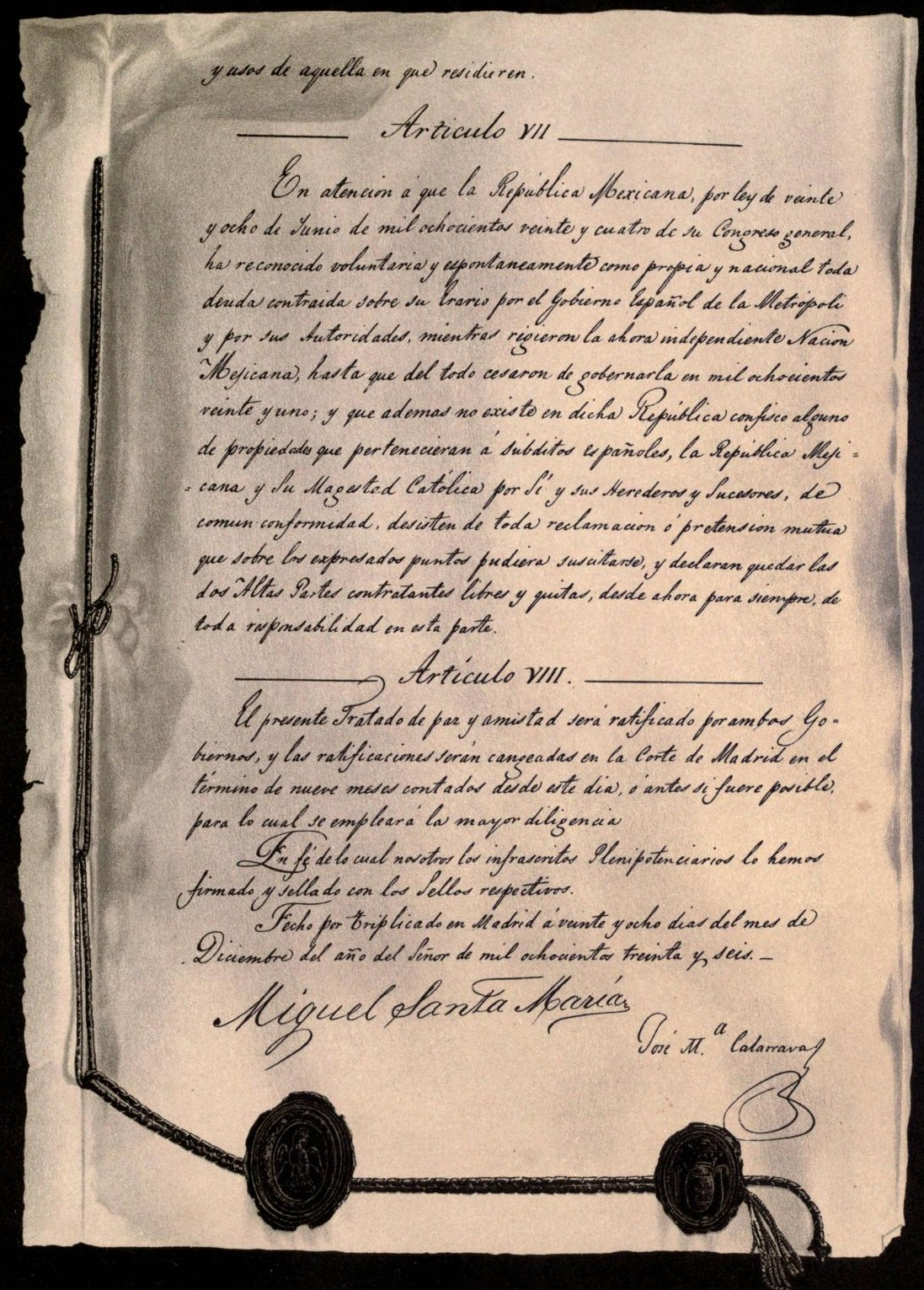
Somente através do Tratado de Santa María-Calatrava (1836), a Espanha reconheceu a "soberania e independência" dos mexicanos.

Espanha e México formalizaram suas relações bilaterais em 26 de dezembro de 1836, quinze anos após a declaração de independência mexicana. Durante as primeiras décadas, as relações entre os países foram tensas devido à não aceitação da independência mexicana por camadas da política espanhola e pelas eventuais tentativas de "Reconquista" do território mexicano. 
Na primeira década seguinte à independência, a Espanha se recusou a reconhecer a vitória mexicana na Guerra da Independência, o que foi visto como uma potencial ameaça de novos conflitos pelo governo de Guadalupe Victoria. A Coroa espanhola, de fato, buscou retomar o controle do México nas batalhas de Mariel e Tampico em 1828 e 1829, respectivamente. Nesta última, a Espanha sofreu severas derrotas e acabou por reconhecer a independência mexicana através do Tratado de Santa María–Calatrava em 29 de dezembro de 1836.
Em 1862, num ponto alto de tensão diplomática, o general Juan Prim comandou um exército expedicionário ao México quando Espanha, Grã-Bretanha e França exigiram indenizações ao governo de Benito Juárez. Prim, no entanto, era simpático ao governo liberal mexicano e recusou colaborar com os interesses franceses e acabou por recuar suas tropas. 

### Era moderna
Durante a Guerra Civil Espanhola (1936-1939), o México forneceu armamentos e abrigo para refugiados políticos espanhóis. Ao longo do conflito que devastou a Espanha, voluntários mexicanos se uniram ao lado republicano contra Francisco Franco. Em 1939, quando Franco decisivamente tomou o poder, o México reduziu as relações diplomáticas entre os dois países. Após a guerra, milhares de refugiados espanhóis e o antigo cônsul em Marselha, Gilberto Bosques Saldívar, emitiu diversos vistos aos refugiados espanhóis.

## Visitas diplomáticas

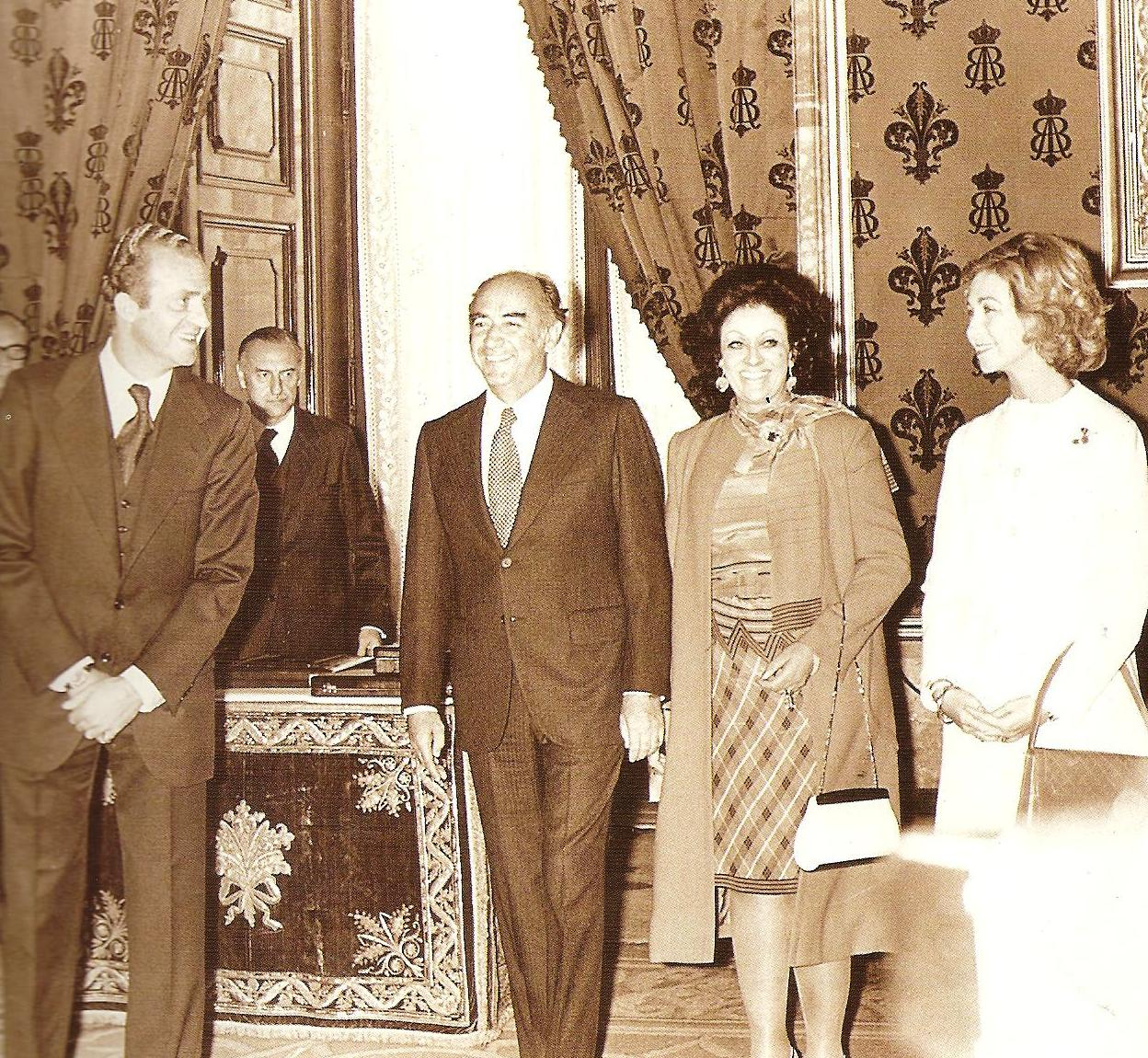
O então Presidente mexicano José López Portillo é recebido pelo Rei João Carlos I e a Rainha Sofia, em 1977.

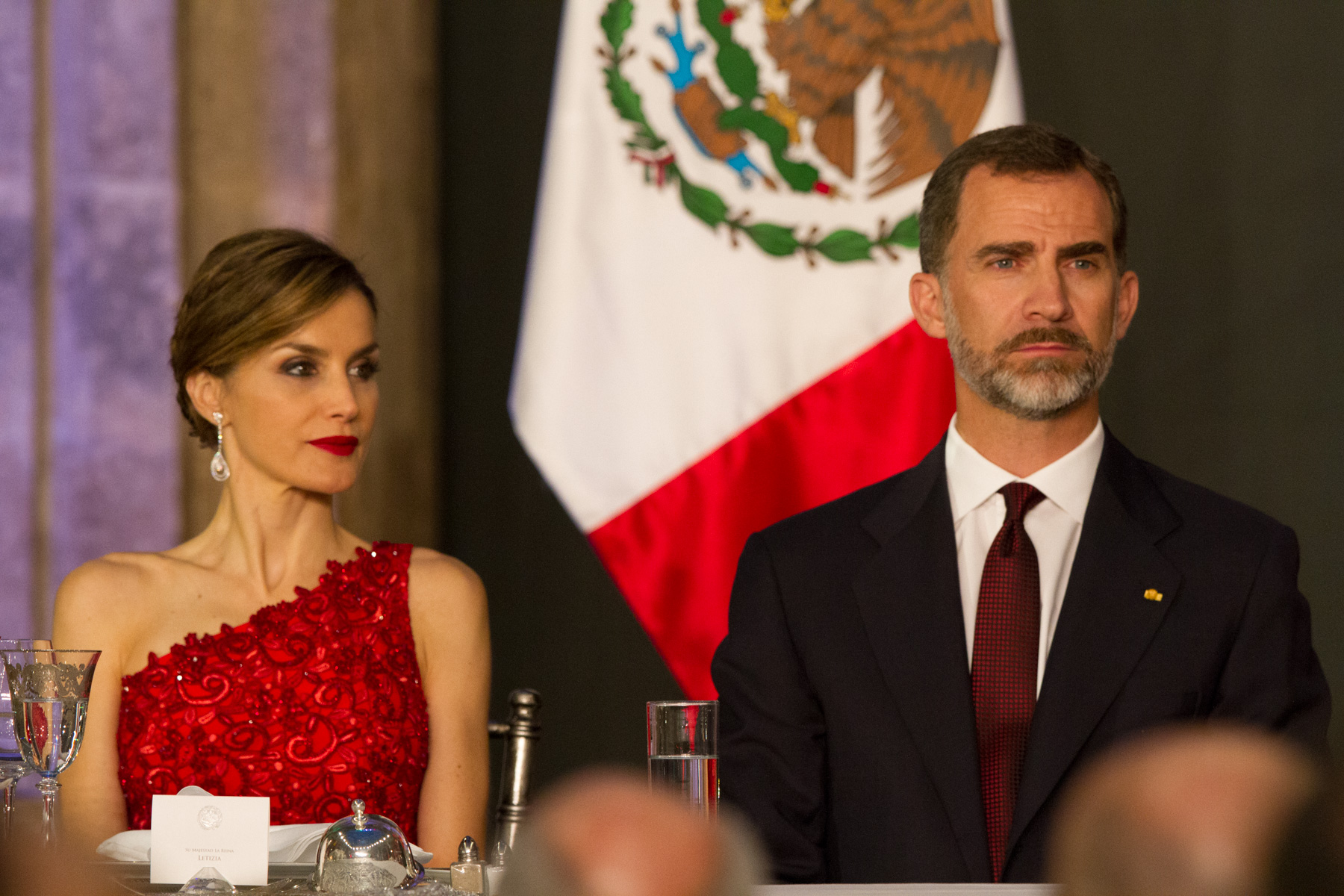
O Rei Filipe VI e a Rainha Letícia participam de jantar oficial em sua honra oferecido pelo Presidente Enrique Peña Nieto no Palácio Nacional, 2015.

Visitas de Estado da Presidência do México
- José López Portillo (1977)
- Miguel de la Madrid (1985)
- Carlos Salinas de Gortari (1992)
- Ernesto Zedillo (1996, 2000)
- Vicente Fox (2001, 2002, 2005, 2006)
- Felipe Calderón (2007, 2008, 2010, 2012)
- Enrique Peña Nieto (2014)

Visitas de Estado da Espanha
- Adolfo Suárez (1977)
- Rei João Carlos I (1978, 1990, 1991, 1993, 1997, 2002)[3]
- Rainha Sofia (1983, 1985, 2000)
- Felipe González (1985, 1987)
- Filipe, Príncipe das Astúrias  (1991, 2000, 2004, 2006, 2008, 2012, 2014)
- José María Aznar (1996, 2001, 2002, 2003)
- José Luis Rodríguez Zapatero (2004, 2007)
- Mariano Rajoy (2012, 2014)
- Rei Filipe VI (2015)

## Relações comerciais
Em 1997, o México assinou um acordo comercial com a União Europeia, da qual a Espanha é membro. Em 2014, o fluxo comercial derivado do tratado entre ambas as nações ultrapassou a marca de 10 bilhões de dólares. As principais exportações mexicanas à Espanha são: petróleo, medicamentos, álcool, pesca e eletrônicos portáteis, entre outros; enquanto a Espanha exporta principalmente: veículos, peças automotivas e vinho. O México é atualmente o maior parceiro comercial da Espanha na América Latina e figura entre os vinte maiores em todo o globo.
Algumas empresas proeminentes espanholas operam em território mexicano, como: Banco Bilbao Vizcaya Argentaria, Grupo Santander, Telefónica e Zara. As empresas mexicanas com atividade na Espanha são: ALFA, Cemex e Grupo Bimbo. 

## Missões diplomáticas
da Espanha no México
- Cidade do México (Embaixada)
- Cidade do México (Consulado)
- Guadalajara (Consulado-Geral)
- Monterrey (Consulado-Geral)

do México na Espanha
- Madrid (Embaixada)[9]
- Gijón (Consulado Honorário)
- Corunha (Consulado Honorário)
- Múrcia (Consulado Honorário)

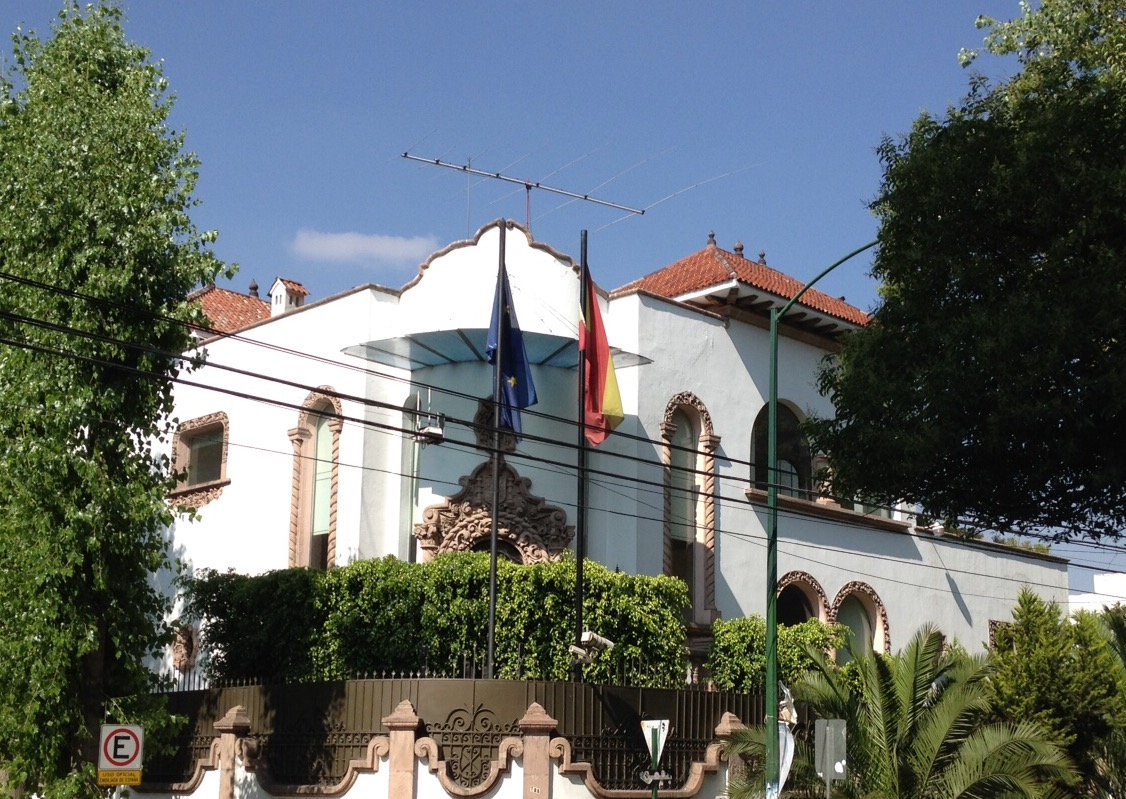
Embaixada da Espanha na Cidade do México.

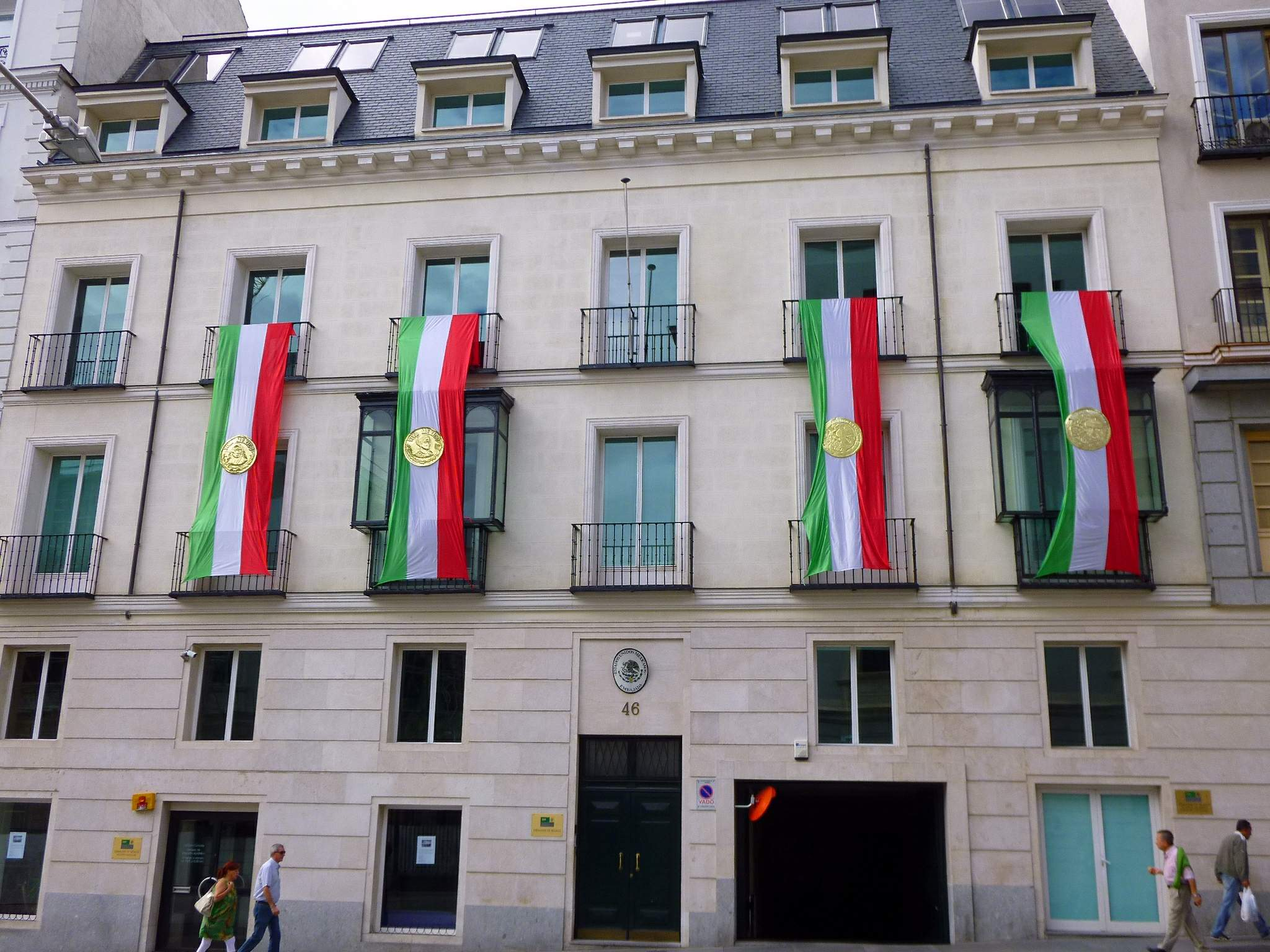
Embaixada do México em Madrid.

- Santa Cruz de Tenerife (Consulado Honorário)
- Barcelona (Consulado-Geral)[10]
- Bilbao (Consulado)
- Palma de Maiorca (Consulado)
- Valência (Consulado)
- Saragoça (Consulado)